# ليا آسيوية
ليا آسيوية (الاسم العلمي:Leea asiatica) هي نوع من النباتات تتبع جنس الليا من الفصيلة الكرمية.